# Wonderful (Gary Go)
Wonderful è una canzone scritta ed interpretata dal cantante inglese Gary Go, e pubblicata come primo singolo da Gary Go, album di debutto del cantante.
La canzone è stata utilizzata come accompagnamento musicale degli spot televisivi della Renault Clio, e anche in alcuni intervalli dell'Eurovision Song Contest 2011.

## Il video
Il video musicale prodotto per Wonderful è stato diretto dal regista Adam Neustadter, e mostra il cantante Gary Go in diverse ambientazioni.

## Tracce
Promo - CD-Single Decca GG03 (UMG)
1. Wonderful (Radio Edit) – 3:42

## Classifiche
| Classifica (2009) | Posizione più alta |
| ----------------- | ------------------ |
| Austria           | 39                 |
| Belgio (Fiandre)  | 67                 |
| Germania          | 40                 |
| Italia            | 6                  |
| Regno Unito       | 25                 |
| Svizzera          | 70                 |